# Westonia Shire
Koordinaten: 31° 18′ S, 118° 42′ O

Das Shire of Westonia ist ein lokales Verwaltungsgebiet (LGA) im australischen Bundesstaat Western Australia. Das Gebiet ist 3304 km² groß und hat etwa 300 Einwohner (2016).
Westonia liegt im westaustralischen „Weizengürtel“ im Südwesten des Staates etwa 280 Kilometer östlich der Hauptstadt Perth. Der Sitz des Shire Councils befindet sich in der Ortschaft Westonia, wo etwa 200 Einwohner leben (2016).

## Verwaltung
Der Westonia Council hat sechs Mitglieder. Die Councillor werden von den Bewohnern der vier Wards (je zwei aus dem Town und dem North und je einer aus dem South und dem Central Ward) gewählt. Aus dem Kreis der Councillor rekrutiert sich auch der Ratsvorsitzende und Shire President.